# Хьюз, Фредерик
Фредерик Сент-Джон Хьюз (англ. Frederick Saint-John Hughes; 22 февраля 1866 — 3 ноября 1956, Саутгемптон, Гэмпшир) — британский яхтсмен, бронзовый призёр летних Олимпийских игр 1908 года.
На Играх 1908 года в Лондоне Хьюз соревновался в классе 8 м. Его команда дважды приходила к финишу второй и один раз третьей, заняв в итоге третье место.